# Noisy-le-Sec
Noisy-le-Sec è un comune francese di 39 506 abitanti situato nel dipartimento della Senna-Saint-Denis nella regione dell'Île-de-France.

## Società

### Evoluzione demografica
Abitanti censiti

## Infrastrutture e trasporti
È servita da una stazione della RER, linea "E".

## Amministrazione

### Gemellaggi
- South Tyneside, dal 1974
- Arganda del Rey, dal 1983
- Djéol